# Sushmita Sen

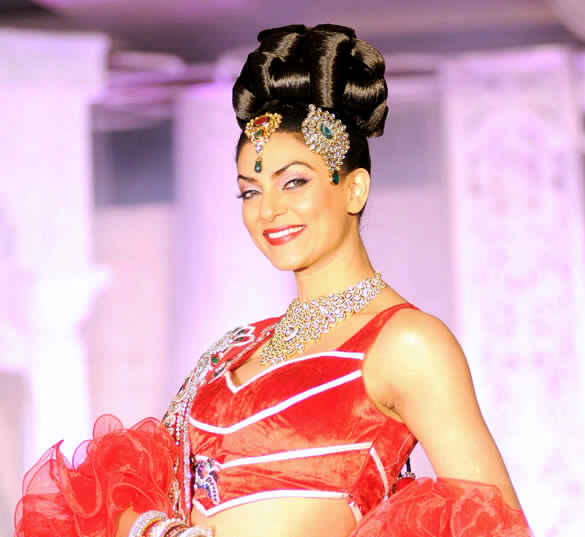
Sushmita Sen, 2012

Sushmita Sen (bengalisch সুস্মিতা সেন Suśmitā Sen, * 19. November 1975 in Hyderabad, Andhra Pradesh, Indien) ist eine indische Schauspielerin und ehemaliges Model.

## Biographie
Im Jahr 1994 gewann Sen als 19-Jährige den Titel der Miss India vor Aishwarya Rai. Im gleichen Jahr gewann sie als erste Inderin den Miss-Universe-Wettbewerb. Zwei Jahre später schlug sie eine Filmkarriere ein und ist seitdem regelmäßig in indischen Kinoproduktionen zu sehen. Ihr erster Film war Dastak (1996), in dem sie das Opfer eines Stalkers spielte. Der Film erhielt allerdings schlechte Kritiken. Ihre Rolle als Rupali in Biwi No. 1 brachte ihr 1999 jedoch neben anderen Auszeichnungen den Filmfare Award als beste Nebendarstellerin ein.
Ihr bislang größter Erfolg war der Film Ich bin immer für Dich da! (Main Hoon Na) (2004) an der Seite von Shah Rukh Khan. Ein Jahr später spielte sie die Hauptrolle in Main Aisa Hi Hoon, einer Neuverfilmung des Hollywoodfilms Ich bin Sam. Eine weitere größere Rolle spielte sie in Maine Pyaar Kyun Kiya – Warum habe ich mich verliebt?, ebenfalls eine Neuverfilmung (Die Kaktusblüte). 
Sushmita Sen hat zwei Adoptivtöchter.

## Filmografie
- 1996: Dastak
- 1996: Thiru the bollwood star
- 1997: Zor
- 1999: Biwi No. 1
- 1999: Hindustan Ki Kasam
- 1999: Sirf Tum
- 2000: Aaghaaz
- 2000: Fiza
- 2001: Bas Itna Sa Khwaab Hai
- 2001: Kyo...Kii Mein Jhuth Nahin Bolta
- 2001: Nayak (Gastauftritt)
- 2002: Aankhen
- 2002: Filhaal...
- 2002: Tumko Na Bhool Paayenge
- 2003: Pran Jaaye Par Shaan Na Jaaye (Gastauftritt)
- 2003: Samay: When Time Strikes
- 2004: Ich bin immer für Dich da! (Main Hoon Na)
- 2004: Paisa Vasool
- 2004: Vaastu Shastra
- 2005: Bewafaa – Untreu
- 2005: Kisna – Im Feuer der Liebe (Gastauftritt)
- 2005: Main Aisa Hi Hoon
- 2005: Maine Pyaar Kyun Kiya – Warum habe ich mich verliebt?
- 2006: Chingaari
- 2006: Zindaggi Rocks
- 2007: Ram Gopal Varma Ki Aag
- 2009: Karma Aur Holi
- 2009: Do Knot Disturb
- 2010: Sag Ja zur Liebe – Dulha Mil Gaya
- 2010: Teen Patti